# Vụ xe lửa bị trật bánh tại Nghi Lan, 2018
| [Bản đồ tương tác toàn màn hình] |                                                               |
| Vị trí tai nạn                   |                                                               |
|                                  | Biểu đồ hiện đang tạm thời không khả dụng do vấn đề kĩ thuật. |

Ngày 21 tháng 10 năm 2018, một xe lửa bị trật bánh ở Nghi Lan, Đài Loan, giết chết ít nhất 18 người và làm 187 người bị thương. Đây là tai nạn đường sắt tồi tệ nhất của Đài Loan kể từ vụ va chạm Miêu Lật năm 1991 đã giết chết 30 người.

## Tai nạn

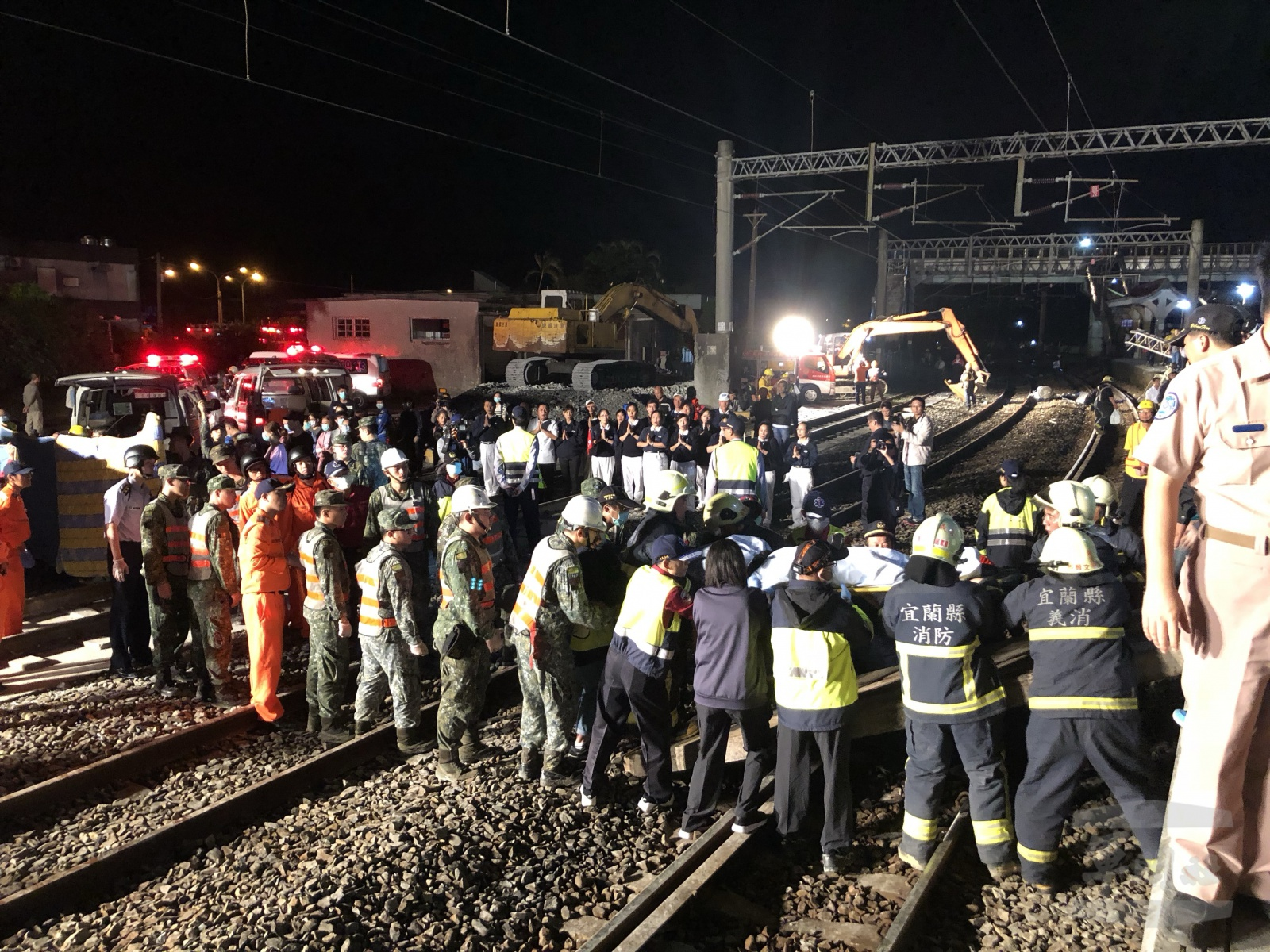
Quân đội và nhân viên cấp cứu tham gia vào hoạt động cứu hộ

Cảnh sự cố, được đơn giản hóa

Vào lúc 16:50 giờ địa phương (UTC + 8), một tàu cao tốc Puyuma, tuyến 6432 từ ga Thụ Lâm đến ga Đài Đông bị trật bánh trên một đường cong với bán kính 300 mét (980 ft) khi đi qua ga Xinma ở huyện Yilan, về 70 km (43 dặm) từ Đài Bắc. Có 366 hành khách đi trên tàu.
Trong số tám toa tàu từ 3 đến 8 bị lật đổ và đâm vào nhau theo hình dạng "W", trong khi phần còn lại đi theo đường với ít sát thương hơn. Các toa tàu phía trước đã được nhìn thấy nghiêng ở một góc 75 độ, và hầu hết các trường hợp tử vong được cho là đã có trong toa này. Những người sống sót cho rằng người lái tàu đã áp dụng phanh khẩn cấp nhiều lần trước khi vụ việc xảy ra, và một người khác tuyên bố rằng con tàu tăng tốc sau đường cong.
Tất cả các đoàn tàu trong đường trục phía đông đã bị dừng ở cả hai hướng, với các dịch vụ xe buýt thay thế được sử dụng.
Hàng trăm nhân viên y tế và lính cứu hỏa, và 100 quân đội phản ứng lại hiện trường. Tính đến 21:35 giờ địa phương tất cả các hành khách, kể cả những người đã chết đã được loại bỏ / sơ tán khỏi đống đổ nát. Vụ trật bánh là tai nạn xe lửa tồi tệ nhất ở Đài Loan kể từ năm 1991, khi 30 người thiệt mạng trong vụ va chạm gần Miêu Lật.
Theo một thông cáo báo chí từ Cục Đường sắt Đài Loan ngày 21 tháng 10, nguyên nhân của vụ tai nạn vẫn chưa được biết. Tàu bị tai nạn được đóng bởi công ty Nhật Bản Nippon Sharyo vào năm 2011 và đã trải qua công việc bảo trì lớn vào năm 2017.

## Nạn nhân
Ít nhất 18 người thiệt mạng trong vụ tai nạn, với 187 người khác bị thương, tất cả đều ở trên tàu. Theo báo cáo, một trong những người bị thương là công dân Hoa Kỳ.
Sáu trong số các nạn nhân đã chết được báo cáo là dưới 18 tuổi  với các nạn nhân trẻ nhất được xác định là 9 tuổi. Cơ quan Đường sắt Đài Loan xác nhận rằng 8 nạn nhân đã qua đời thuộc cùng một gia đình, và Bộ Y tế xác nhận rằng 53 người bị thương vẫn nằm viện.